# Schweizer Badmintonmeisterschaft 2004
Die Schweizer Badmintonmeisterschaft 2004 fand vom 30. Januar bis zum 1. Februar 2004 in Aarau statt.

## Medaillengewinner
| Disziplin    | Gold                             | Silber                            | Bronze                             |
| ------------ | -------------------------------- | --------------------------------- | ---------------------------------- |
| Herreneinzel | Olivier Andrey                   | Christian Bösiger                 | Christian Unternährer              |
| Herreneinzel | Olivier Andrey                   | Christian Bösiger                 | Stephan Bäriswil                   |
| Dameneinzel  | Jeanine Cicognini                | Jasmin Pang                       | Bettina Villars                    |
| Dameneinzel  | Jeanine Cicognini                | Jasmin Pang                       | Corinne Jörg                       |
| Herrendoppel | Jon Lindholm Roman Trepp         | Pascal Bircher Philipp Kurz       | Christian Unternährer Markus Arnet |
| Herrendoppel | Jon Lindholm Roman Trepp         | Pascal Bircher Philipp Kurz       | Stefan Arnet Andy Hungerbühler     |
| Damendoppel  | Corinne Jörg Jeanine Cicognini   | Judith Baumeyer Fabienne Baumeyer | Petra Kretzer Jasmin Pang          |
| Damendoppel  | Corinne Jörg Jeanine Cicognini   | Judith Baumeyer Fabienne Baumeyer | Andrea Sommer Silvia Albrecht      |
| Mixed        | Pascal Bircher Fabienne Baumeyer | Simon Enkerli Judith Baumeyer     | Markus Hegar Anke Fritschi         |
| Mixed        | Pascal Bircher Fabienne Baumeyer | Simon Enkerli Judith Baumeyer     | Stefan Arnet Huwaina Razi          |